# Emmanuel Mignot
Emmanuel Mignot (* 11. Dezember 1959 in Paris) ist ein französischer Mediziner und Schlafforscher. Er ist Professor an der Stanford University in den Vereinigten Staaten, wo er 1999 die Ursache der Narkolepsie entdeckte.

## Leben
Emmanuel Mignot wurde in Paris geboren. Er studierte dort an der École normale supérieure. Seinen medizinischen Doktorgrad erhielt er an der Universität Paris Descartes (Paris V); 1986 wurde er an der Universität Pierre und Marie Curie (Paris VI) in Pharmakologie promoviert. Nach der Promotion arbeitete er am Hôpital Necker–Enfants malades in Paris.
Nach mehrjähriger klinischer Tätigkeit als Arzt und Psychiater in Frankreich wechselte er schließlich in die USA an die Stanford University und das dortige Zentrum zur Behandlung und Erforschung von Schlafstörungen, zunächst als Gastwissenschaftler. 1993 bekam er eine dauerhafte Stelle und wurde Direktor des Narkolepsie-Zentrums. 2001 erhielt er eine Professur für Psychiatrie und ist dort Craig Reynolds Professor of Sleep Medicine.

## Wirken
Emmanuel Mignot erforscht die neurobiologischen, genetischen und immunologischen Aspekte der Narkolepsie und interessiert sich dabei auch für andere Erkrankungen des Gehirns wie autoimmune Encephalitis oder neurologische Paraneoplasie.
Durch positionelle Klonierung einer Mutation an Hunden, die Narkolepsie hervorrief, entdeckte Mignot 1999, dass die Schlafstörung, unter der etwa eine von 2000 Personen leidet, durch die immunvermittelte Zerstörung von 70.000 Orexin-produzierenden Neuronen im Hypothalamus verursacht wird. Dies deckte auch die generell bedeutende Rolle von Orexinen, die etwa zeitgleich von dem Japaner Masashi Yanagisawa entdeckt wurden, bei der Schlafregulierung auf.
In Mignots Labor werden auch Methoden der Proteomik, Humangenetik sowie Untersuchungen an Tiermodellen zur Erforschung von Schlaf und Schlafstörungen eingesetzt. Zudem werden webbasierte Analysen von Schlafstörungen und Datenauswertungen für die Polysomnographie mithilfe von Deep Learning entwickelt.

## Ehrungen und Auszeichnungen
Emmanuel Mignot ist Träger zahlreicher Auszeichnungen, darunter der Javits Award des National Institute of Neurological Disease and Stroke (1999), der William C Dement Academic Achievement Award der American Academy of Sleep Medicine, der Investigator Award des Howard Hughes Medical Institute (2002–2010), der Neuroscience of Brain Disorders Award der McKnight Foundation (2002), der Outstanding Scientific Achievement Award der Sleep Research Society (2006) und der W. Alden Spencer Award des College of Physicians and Surgeons der Columbia University (2004).
Er ist gewähltes Mitglied der National Academy of Medicine (seit 2006), der Association of American Physicians (seit 2011) und der National Academy of Sciences (seit 2012).
Im September 2022 wurde bekannt gegeben, dass er für seine Entdeckungen zu den Ursachen der Narkolepsie gemeinsam mit Masashi Yanagisawa Preisträger des mit 3 Millionen US-Dollar dotierten Breakthrough Prize in Life Sciences 2023 ist.

## Publikationen
Die Literatur- und Zitationsdatenbank Web of Science verzeichnet Emmanuel Mignot als Autor oder Mitautor von etwa 700 Fachartikeln, die über 13.000-mal zitiert worden sind. Sein h-Index ist nach diesem Datenstand 89 (September 2022). Zu seinen am häufigsten zitierten Veröffentlichungen gehören die folgenden:
- Ling Lin, Juliette Faraco, Robin Li, Hiroshi Kadotani, William J. Rogers, X. Lin, Xiaohong Qiu, Pieter J. de Jong, Seiji Nishino, Emmanuel Mignot: The Sleep Disorder Canine Narcolepsy Is Caused by a Mutation in the Hypocretin (Orexin) Receptor 2 Gene. In: Cell. Band 98, Nr. 3, 6. August 1999, S. 365–376, doi:10.1016/S0092-8674(00)81965-0.
- Christelle Peyron, Juliette Faraco, William J. Rogers, Beth Ripley, Sebastiaan Overeem, Yves Charnay, Sona Nevsimalova, Michael S. Aldrich, David Reynolds, Roger L. Albin, Robin Li, Marcel Hungs, Mario Pedrazzoli, Muralidhara Padigaru, Melanie H. Kucherlapati, Jun Fan, Richard A. Maki, Gert Jan Lammers, Constantin Bouras, Raju Kucherlapati, Seiji Nishino, Emmanuel Mignot: A mutation in a case of early onset narcolepsy and a generalized absence of hypocretin peptides in human narcoleptic brains. In: Nature Medicine. Band 6, Nr. 9, 1. September 2000, S. 991–997, doi:10.1038/79690.
- Shahrad Taheri, Ling Lin, Diane Austin, Terry Young, Emmanuel Mignot: Short Sleep Duration Is Associated with Reduced Leptin, Elevated Ghrelin, and Increased Body Mass Index. In: PLOS Medicine. Band 1, Nr. 3, 7. Dezember 2004, S. e62, doi:10.1371/journal.pmed.0010062.